# Hypoxestinus
Hypoxestinus is een geslacht van hooiwagens uit de familie Assamiidae.
De wetenschappelijke naam Hypoxestinus is voor het eerst geldig gepubliceerd door Roewer in 1927. 

## Soorten
Hypoxestinus omvat de volgende 2 soorten:
- Hypoxestinus frontalis
- Hypoxestinus nkogoi